# Comandos Armados de Chihuahua
El Comandos Armados de Chihuahua fue un grupo guerrillero de México. Su principal líder fue Diego Lucero Martínez, quien presuntamente fue ejecutado tras su detención. También pertenecieron a este agrupamiento Marco Rascón y Francisco Javier Pizarro. La represión del gobierno hacia este grupo generó una gran movilización estudiantil, popular y sindical en el estado de Chihuahua, que desencadenó en la fundación del Comité de Defensa Popular, aunque, no obstante, Comandos Armados de Chihuahua fue aniquilado después de que intento realizar un tripe asalto en la capital chihuahuense.

## Historia
A principios de los 70, cuando Avelina Gallegos estudiaba en la Escuela Nacional de Economía, un compañero que se hacía llamar Federico le hizo una invitación para formar parte de un nuevo grupo armado que estaba formando con otros estudiantes. Fue así como conoció a Diego Lucero Martínez, con quien acordó integrar más compañeros a la organización, entre estudiantes y obreros con los que se formarían otras dos células: una con estudiantes, principalmente de la Preparatoria Popular, y otra con profesores y trabajadores en la zona industrial de la ciudad. El grupo fue adiestrado bajo el mando del capitán Lorenzo Cárdenas Bajaras, quien se decía un militar rebelde, pero que nunca dejó de servir al Gobierno y, a su vez, adiestrar a guerrilleros no sólo en Chihuahua, sino en diferentes partes del país, enseñando a disparar y limpiar armas de fuego.
El llamado triple asalto fue realizado por el grupo fue el intento de asalto fue perpetrado el sábado 15 de enero de 1972 a las 9:05 horas, sin embargo el comando no esperaba que el banco estuviera vigilado por un grupo de soldados vestidos de civil que en el mismo momento repelió el ataque a tiros, resultando muerta Avelina Gallegos de un impacto de bala en la cabeza, fue herido y capturado el también integrante del comando José Luis Alonso Vargas, quién se identificó usando los alias de Federico Villa Cortés o Pablo Martínez Pérez y había contraído matrimonio con Avelina Gallegos el 3 de enero del mismo año; otros dos integrantes del comando lograron huir, en el intercambio de fuego resultó herido un soldado, así mismo murió víctima del fuego cruzado una de las clientes del banco de nombre Magdalena Contreras Hernández. El saldo final fue de dos guerrilleros y una civil muertos y tres soldados heridos. Los otros dos asaltos realizados simultáneamente fueron más exitosos, la sucursal del Banco Comercial Mexicano denominada “Futurama”, había sido también atracada, el botín, cerca de 300,000 pesos según informaba el gerente de esa sucursal.
16 de enero de 1972 fue asesinado Diego Lucero Martínez, quien había sido arrestado el día anterior por integrantes de la policía judicial estatal, además de ser brutalmente interrogado por miembros de la Dirección Federal de Seguridad. Lucero Martínez fue arrestado, luego de un triple asalto bancario realizado en la ciudad de Chihuahua, existen testigos de que se encontraba con vida en manos de las fuerzas policíacas y nunca se achico durante los interrogatorios.
El activista Marco Rascón Córdova (creador del personaje y luchador social Superbarrio Gómez fue militante del CAC, siendo arrestado y cumpliendo su pena en el Campo Militar n.º 1 y en la Penitenciaría de Chihuahuade 1972 hasta 1975. A pesar de haber tenido un gran impacto en la sociedad chihuahuense, las acciones del CAC fueron parcialmente olvidadas en el resto del país, por ello varias organizaciones civiles locales se han organizado para pedir justicia y se aclaren las circunstancias con las que murió Diego Lucero.